# Lambari, Minas Gerais
Lambari este un oraș în Minas Gerais (MG), Brazilia.